# 설파제
설파제(sulfonamide)는 여러 의약품의 기초가 되는 작용기(분자의 일부)이다. 원래의 향균성 설파제는 설포나마이드기를 함유하는 항균제이다.
일부 설파제는 자가면역질환인 류마티스 관절염 치료에 쓰이기도 한다.

## 역사
이 약제는 최초로 효율적으로 널리 체계적으로 사용된 향균제이며 의학계 향균혁명의 길을 개척했다. 최초의 설파제인 상표명 프론토실은 프로드러그이다. 프론토실의 실험은 1932년 바이엘 AG의 연구실에서 시작되었다.

## 같이 보기
- 4-아미노벤조산